# Veritas
Veritas - Glasnik sv. Antuna Padovanskoga hrvatski je katolički mjesečnik.

## Povijest

### Glasnik sv. Antuna Padovanskoga
Časopis je počeo izlaziti pod naslovom Glasnik sv. Antuna Padovanskoga o Uskrsu 1962. godine. Bio je prvi i, tada gotovo jedini poslijeratni vjerski list, a njegov izlazak potaknut je početkom Drugoga vatikanskog sabora. Pokretač i prvi urednik Glasnika bio je fra Ivon Ćuk (najčešće se služio pseudonimom Yves Ivonides), član Hrvatske provincije sv. Jeronima franjevaca konventualaca, izdavača tadašnjega Glasnika i sadašnjega Veritasa. Prvi je broj izašao u četiri tisuće primjeraka. Najveću nakladu u povijesti svojega izlaženja list dostiže u nekoliko brojeva tijekom 1966., 42 000 primjeraka.

### Veritas
Zbog čestih sukoba s komunističkim vlastima, a ujedno želeći list osuvremeniti, urednik Ćuk mijenja mu 1968. naziv, izgled, format i sadržaj. List nastoji „informirati i poučavati u vjeri, formirati savjesti pojedinaca u svjetlu vjere, doprinijeti vjerskom preporodu našega naroda, te rješavati vjerske probleme”, kako stoji u Odluci o pokretanju Glasnika. Drugi urednik, fra Ljudevit Maračić, 1973.  preuzeo je vodstvo lista i uređivao ga do sredine 1998. Marko Puškarić započeo je s uređivanjem Veritasa 1998. i uređivao ga do 2006. Fra Ivan Bradarić bio je glavni urednik lista od 2006. do 2014., a njega je na uređivačkom mjestu do 2018. naslijedio provincijal fra Josip Blažević. Trenutni je glavni urednik fra Vladimir Vidović.
Kroz proteklih 50 godina (od 1962. do 2012.) u Veritasu je pisalo više od 500 suradnika. Neki od značajnijih suradnika su: Hrvoslav Ban, Anto Baotić, Josip Blažević, Ivon Ćuk, Luka Depolo, Sanja Doležal, Miljenko Galić, Tony Glowatzky, Maša Horvat (Ana Penić), Juraj Kolarić, Marijan Kovač, Mira Krajačić-Beutz, Marijan Križić, Živko Kustić, Nikola Kuzmičić, Dominik Mandić, Ljudevit Maračić, Špiro Marasović, Grga Pejnović, Nikola Mate Roščić, Jakov Sedlar, Celestin Tomić, Željko-Žika Voborski, Zvonimir Zlodi, Ante Katalinić, Smiljana Rendić (kao Vjera Marini) Marija Belošević i ini.

## Sadržaj
U listu redovito ili povremeno surađuje dvadesetak novinara, a tematski je veoma raznovrstan. Neke od tema su: životne priče, razgovori, razmišljanja, komentari važnih događaja u Crkvi ili u društvu, međureligijski dijalog, pedagoški savjeti, prikazi filmova, humor i glazba.
List je namijenjen čitateljima svih naraštaja. Naklada mu je oko 7000 primjeraka. Većina primjeraka prodaje se putem pretplata, a dostupan je i u slobodnoj prodaji u crkvama u Hrvatskoj i u inozemstvu. Od 1999. Veritas je dostupan i u elektroničkom obliku. Mrežno izdanje lista odmah donosi dio tekstova koji su objavljeni u tiskanom izdanju. U arhivu su dostupni svi tekstovi brojeva od 1999. do 2006.. Tiskani tekstovi novijih brojeva Veritasa objavljuju se i na internetu, ali s odgodom.

## Vanjske poveznice
Mrežna mjesta
- Veritas - Glasnik sv. Antuna Padovanskoga, službeno mrežno mjesto
- Hrvatska provincija sv. Jeronima franjevaca konventualaca